# Osedax
Osedax és un gènere d'anèl·lids poliquets de la família Siboglinidae (abans pogonòfors). Els primers exemplars van ser recollits el 1996. Uns altres van ser descoberts al febrer de 2002 pel submarí oceanogràfic ROV "Shark" prop de Califòrnia, en la fossa de Monterrey, a una profunditat de 2.800 m. El gènere va ser establert el 2004, i compta amb unes quinze espècies.
Osedax  vol dir "menjador d'ossos" en llatí, fent referència a la manera en què aquests cucs necròfags excaven galeries en els ossos dels cadàvers de balenes grises per arribar al greix del qual s'alimenten. A falta de boca i estómac, digereixen aquests lípids gràcies a certs àcids que secreten per dissoldre la matèria òssia, alliberant el col·lagen i els lípids atrapats en l'os que després són absorbits. El col·lagen és metabolitzat per certs bacteris simbiòtiques de l'ordre oceanospiril·lal, que viuen al seu interior, i és convertit en altres compostos orgànics que sí que poden ser absorbits.

## Anatomia i fisiologia
En no tenir estómac ni boca, les espècies d'Osedax depenen de certs bacteris simbiòtics que ajuden a la digestió de les proteïnes i olis de balena, i alliberen els nutrients que els cucs poden absorbir. Els Osedax tenen colorits plomalls que actuen com brànquies, i inusuals estructures com arrels que absorbeixen els nutrients. Els Osedax secreten àcid (en lloc de dependre de les seves dents) per foradar l'os i així accedir als nutrients. Entre 50 i 100 mascles nans microscòpics viuen a l'interior d'una sola femella i mai es desenvolupen més enllà de l'estadi larval.

## Reproducció
Cucs femelles del gènere Osedax  han estat observats posant ous tant en la naturalesa com en aquaris de laboratori (Rouse et al., 2009). L'espècie  Osedax rubiplumus  pot generar centenars de oòcits d'un sol cop. Els endosimbionts d'aquests cucs, els bacteris oceanospiril·lal, no van ser observades en els ovòcits desovats, la qual cosa suggereix que s'adquireixen després que els cucs s'insereixin en els ossos.  en els adults, els bacteris estan localitzats en estructures similars a arrels que creixen en l'os de balena. Aquest cuc sembla molt fecund i es reprodueix contínuament. Això ajuda a explicar per què Osedax és un gènere tan divers, tot i la raresa de les balenes enfonsades dins l'oceà.
Els individus mascle del gènere  Osedax  són nans microscòpics que viuen com "harems" dins del lumen del tub gelatinós que envolta cada membra. Una mateixa femella pot albergar a centenars de mascles dins del seu tub. 

## Història
Després del seu descobriment el 2002, el gènere va ser anunciat a la revista  Science  en 2004.
A finals de 2005, un experiment realitzat per biòlegs marins suecs va donar com a resultat el descobriment d'una espècie de cuc al Mar del Nord a la costa occidental de Suècia. En l'experiment, un cadàver de balena minke que havia estat rentada en terra va ser submergida a una profunditat de 120 m (390 peus) i vigilada durant diversos mesos. Els biòlegs es van sorprendre al trobar que, a diferència dels descobriments anteriors, les noves espècies, col·loquialment conegudes com "flors mocoses menjadores de os" pel seu nom científic (Osedax mucofloris), vivien en aigües molt poc profundes en comparació amb els descobriments anteriors.
Al novembre de 2009, els investigadors van informar que havien trobat fins a 15 espècies de cucs menjadors d'os vivint a Monterey Bay, a la costa de Califòrnia. 

## Nínxol ecològic

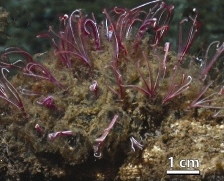
Osedax frankpressi

El paper de  Osedax  a la degradació de les restes de vertebrats marins és controvertit. Alguns científics com Martín Tresguerres, Sigrid Katz, i Greg Rouse, de l'Institut Scripps d'Oceanografia de la Universitat de Califòrnia, pensen que  Osedax  està especialitzat en ossos de balena, mentre que altres pensen que posseeix més aviat una alimentació generalista. Aquesta controvèrsia es deu a una paradoxa  biogeogràfica: tot i la raresa i el caràcter efímer de les  carcasses de balena, els  Osedax  tenen un ampli rang biogeogràfic i són sorprenentment diversos. Una hipòtesi avançada per explicar aquesta paradoxa és que els  Osedax  són capaços de colonitzar una gran varietat de restes de vertebrats a més dels ossos de balena. Aquesta hipòtesi està recolzada per un experiment realitzat amb ossos de vaca suspesos per sobre de el fons de la mar. Una gran varietat d'espècies de  Osedax  van colonitzar amb èxit aquests ossos.
Els  Osedax  també han estat observats colonitzant ossos de mamífers terrestres barrejats amb els residus de cuina llançats per les embarcacions de superfície. Altres científics s'han oposat a aquesta hipòtesi assenyalant com l'experiment amb ossos de vaca no va trobar cap hàbitat natural i també per la baixa probabilitat que ossos de mamífers terrestres arribin a el fons de l'oceà en quantitats significatives. També assenyalen altres casos d'aliments caiguts a el fons en els que les restes van desaparèixer ràpidament per la colonització per  Osedax  i la manca de colonització observada en casos similars. El veritable paper dels  Osedax  a la degradació de les restes de vertebrats marins és significatiu per a la tafonomia dels vertebrats marins. Forats molt similars als realitzats per les espècies de  Osedax  han estat trobats en els ossos de  antigues aus marines, el que suggereix que el gènere va poder haver tingut alguna vegada un rang més ampli d'aliments.

## Taxonomia

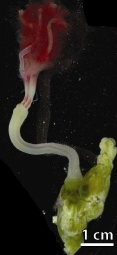
Osedax rubiplumus

- Osedax antarcticus Glover, Wiklund & Dahlgren, 2013
- Osedax crouchi Amon, Wiklund, Dahlgren, Copley, Smith, Jamieson & Glover, 2014
- Osedax deceptionensis Taboada, Cristobo, Avila, Wiklund & Glover, 2013
- Osedax frankpressi Rouse, Goffredi & Vrijenhoek, 2004
- Osedax japonicus Fujikura, Fujiwara & Kawato, 2006[13]
- Osedax mucofloris Glover, Kallstrom, Smith & Dahlgren, 2005
- Osedax nordenskjoeldi Amon, Wiklund, Dahlgren, Copley, Smith, Jamieson & Glover, 2014
- Osedax priapus Rouse et al., 2014
- Osedax rogersi Amon, Wiklund, Dahlgren, Copley, Smith, Jamieson & Glover, 2014
- Osedax roseus Rouse, Worsaae, Johnson, Jones & Vrijenhoek, 2008
- Osedax rubiplumus Rouse, Goffredi & Vrijenhoek, 2004[14]